# Voodoo (personaggio)
(Voodoo a Spartan)
Voodoo, il cui vero nome è Priscilla "Pris" Kitaen, è un personaggio della serie a fumetti WildStorm Wildcats, illustrata da Jim Lee e scritta da Brandon Choi.

## Personalità
Priscilla è per principio una donna rilassata e perennemente serena con una sfrenata attitudine al divertimento, alla vita mondana e allo shopping. Adora viaggiare, fare feste, ballare e cantare. Anche sul campo di battaglia talvolta sembra dare l'impressione di non essere pienamente concentrata e di prendere sotto gamba i nemici, tuttavia in realtà quello che sembra un comportamento immaturo è semplicemente un derivato caratteriale della ragazza che mostra la sua assoluta semplicità e purezza d'animo nel cercare in ogni cosa la parte divertente. Per Voodoo la vita è un palco scenico e le persone sono ballerini, per cui è meglio divertirsi il più possibile durante l'esibizione. Voodoo vive ogni giorno della sua vita come fosse l'ultimo.
È molto umile, modesta, apprensiva e gentile e non fa mai pesare ai compagni o ai conoscenti i suoi poteri, i suoi talenti o la sua bellezza; dimostra inoltre di credere fermamente nel valore del lavoro ed è molto impegnata in campagne contro il razzismo.
Voodoo è inizialmente scioccata quando scopre il suo lato Deamonita e sembra quasi vergognarsene, tuttavia alla fine riesce ad accettarlo dopo aver capito di essere semplicemente parte di una specie, che come tutte le altre è composta da individui malvagi quanto da individui buoni.
Si trova a disagio con quasi tutti i Cherubini, di cui disapprova la pomposità e l'arroganza.

### Voodoo e Zelota
Voodoo è l'esatto opposto caratteriale della compagna di squadra Zelota, con la quale ha svariate discussioni. Il rapporto tra le due è tuttavia parecchio più complicato di quello che possa sembrare all'apparenza; da un lato viene considerato l'equivalente femminile del rapporto esistente tra Spartan e Grifter, tuttavia mentre tra i due c'è un semplice sentimento di astio e scarsità di sopportazione reciproca con una riluttante stima unilaterale da parte di Spartan, il rapporto tra Voodoo e Zelota comprende invece al suo interno sfumature di affetto reciproco ed un implicito rispetto, cosa che lo rende una bizzarra relazione amore-odio.
Le due donne hanno in continuo delle discussioni a sfondo morale o ideologico, spesso arrivando ad insultarsi anche pesantemente o facendo commenti sul vicendevole aspetto o carattere; in più di un'occasione sono arrivate alla rissa. Zelota durante gli allenamenti si accanisce su Voodoo più che su chiunque altro inoltre non la chiama mai con il vezzeggiativo amichevole "Pris" come tutti gli altri Wildcats ma sempre utilizzando il suo nome per intero in modo quasi canzonatorio e tende a rivolgersi a lei chiamandola "ragazza" come a ricordarle la loro differenza di età e di esperienza; dal canto suo Voodoo è irrispettosa nei confronti della guerriera Coda e insulta spesso l'eccessiva rigidezza del loro credo, esige sempre l'ultima parola su qualsiasi discussione e fa di tutto per provocare la compagna ricorrendo a metodi anche infantili, per esempio chiamandola "sorella" cosa che Zelota considera un insulto in quanto Voodoo non è una Coda.
Nonostante le incomprensioni è però interessante notare come Voodoo e Zelota siano comunque sempre insieme sia sul campo di battaglia che fuori e come si conoscano bene vicendevolmente, lasciando a dedurre che siano parecchio in confidenza. Voodoo ha insegnato a Zelota a ballare ed a rilassarsi, mentre Zelota ha insegnato a Voodoo le tecniche di combattimento Coda; le due eroine si preoccupano molto l'una della salute dell'altra e si accudiscono sempre nel momento del bisogno. In più occasioni hanno condiviso abbracci, baci e carezze oltre ad essersi consolate da ansie e lacrime. Al di là delle apparenze Voodoo e Zelota si vogliono bene e darebbero la vita l'una per l'altra anche se fanno di tutto per umiliarsi o provocarsi a vicenda.
Tra le due c'è anche una forte rivalità aperta in più campi, tra cui spicca ovviamente la lotta. In definitiva è possibile affermare che il loro sia un contorto rapporto di amicizia, e che l'una consideri l'altra la propria migliore amica.

## Biografia del personaggio
Priscilla Kitaen nacque a Missoula, Montana nel 1969. Della sua vita non si sa nulla se non che divenne una danzatrice esotica in giovanissima età e che svolse tale professione fino al giorno in cui venne contattata da Lord Emp per unirsi ai Wildcats; prima di allora la donna non aveva mai saputo dell'esistenza dei suoi poteri ma non appena lo seppe si arruolò immediatamente nella battaglia contro i Deamoniti, rivelandosi subito molto utile a causa del potere della Visione (ovvero la capacità di vedere i Deamoniti nei corpi degli esseri umani ed estirparli). Nel gruppo essa stringerà una relazione di forte amicizia con Maul ed un rapporto di rivalità accesa con Zelota; oltre che un'attrazione in parte ricambiata per Spartan.
Durante il periodo passato coi Wildcats Void le rivelerà del suo DNA Deamonita a seguito di un viaggio nella sua mente, il quale farà emergere che un suo antenato era un ibrido Umano/Cherubino che fu posseduto da un Deamonita, dando così alla sua discendenza i geni di tutte e tre le specie. A seguito di tale rivoluzione e di un viaggio su Khera in cui subirà l'ennesima umiliazione da parte di Zelota, Voodoo lascerà il gruppo per un certo periodo e tornerà a svolgere la sua vecchia professione, trovandosi coinvolta in un giro di omicidi che la riconducono alla sua vocazione supereroistica nel momento in cui li risolve.
Tornata tra i Wildcats dunque, Voodoo inizierà una relazione con Maul dopo aver chiarito con sé stessa e con Spartan che per loro non c'era futuro; inoltre comincerà a sviluppare i suoi poteri Deamonitici, quali il controllo temporale e la rigenerazione; i quali si manifesteranno a caso a seguito dell'attacco del serial killer Samuel Smith.
Voodoo si renderà poi conto che la sua relazione con Maul è un derivato dei suoi poteri e tutto ciò che c'è tra loro è il sentimento fisico di benessere dovuto alla compatibilità tra le loro abilità, preso coscienza di ciò essi si lasceranno pur rimanendo amici.
A seguito del disastro globale di Worldstorm Voodoo, sconvolta tornerà nuovamente a fare la danzatrice, ma verrà in seguito contattata dal suo vecchio gruppo, intenzionato a soccorrere i feriti e ricostruire la civiltà dove possibile, dunque riprenderà la sua carriera supereroistica riallacciando tra l'altro la sua relazione con Spartan.

## Poteri e abilità
Voodoo è stata addestrata da Zelota nelle tecniche di combattimento delle Coda, il che la rende una combattente formidabile in più campi, abbastanza da poter rivaleggiare con la sua maestra.
In quanto ibrido Umano/Cherubino, Voodoo possiede dei poteri speciali derivati dall'incrocio genetico del DNA delle due razze, che nel suo caso si manifesta attraverso dei forti poteri psichici di telepatia; oltre a leggere le menti altrui tuttavia Voodoo è in grado di condensare l'energia psichica ed emetterla sotto forma di scariche direzionabili contro l'avversario, le quali partono dalla fronte della ragazza. La sua particolarità è però di possedere anche il DNA Deamonita all'interno del suo corredo geetico, cosa che la rendeun'incrocio fra tre razze, conferendole il potere unico della Visione, ovvero la capacità di vedere i Deamoniti all'interno degli esseri umani e poterli estirpare alla radice del loro controllo, anche qualora l'ospite non fosse un essere umano.
I pieni poteri telepatici di Voodoo la rendono capace di manipolare fisicamente gli altri e di cancellare o indirizzare i pensieri, rendendola di fatto l'unica persona al mondo capace di controllare Maul quando perde il controllo.
Dalla componente Deamonita del suo DNA le derivano anche poteri di rigenerazione spontanea e la capacità di congelare, rallentare e riavvolgere il tempo, oltre che il potere di mutarsi nella sua forma aliena Deamonita, con la conseguenza però di perdere il controllo quando la trasformazione è attiva, divenendo così feroce e pericolosa quanto Maul.
Un potere addizionale sviluppato da Voodoo con gli anni è la manipolazione dei campi magnetici, che le permette di attirare, contorcere e muovere il metallo e il ferro a lei circostanti come fosse un magnete, tale potere è anto preciso da poter essere applicato anche sulle minuscole tracce di ferro nel sangue di un essere umano.
Voodoo è inoltre una profonda conoscitrice delle arti magiche da cui prende il nome di battaglia.

## Altre versioni

Voodoo nella serie animata.

- Nel mondo alternativo 838 viene presentata una versione alternativa di Voodoo a sesso invertito. Aiuterà Midnighter a combattere il Dottore.
- Nel crossover Marvel/WildStorm ambientato nella terza guerra mondiale Voodoo è un agente dello S.H.I.E.L.D. e combatte contro lo schieramento di forze formato dai Deamoniti, dal Dottor Destino e dagli Skrull.

## Altri media
- Del personaggio esiste anche una versione animata nella serie d'animazione La sfera del tempio orientale. In questa versione non è una danzatrice esotica ma una ragazzina adolescente, tuttavia non viene presentata come l'ultima arrivata nel gruppo e possiede poteri telecinetici in aggiunta alla telepatia. È doppiata in originale da Ruth Marshall e da Loredana Nicosia in italiano. Nell'adattamento italiano della serie viene chiamata Oris.

## Curiosità
- Voodoo ha quattro tatuaggi raffiguranti dei draghi, una coppia sulle braccia dalla spalla al gomito e l'altra sulle gambe paralleli al bacino.
- È l'ibrido più potente del mondo WildStorm.
- È l'unico personaggio a chiamare Spartan Jack Marlowe a parte l'opinione pubblica terrestre.